# Гертруд Накабіра Лубега
Гертруд Накабіра Лубега (луг. Gertrude Nakabira Lubega; 28 червня 1962 – 19 січня 2020) – угандійський політик, член парламенту від округу Лвенго з 2011 по 2016 рік. До свого призначення тривалий час працювала у сфері освіти.

## Біографічні відомості
Гертруд Накабіра Лубега працювала викладачем і консультантом у сфері освіти, витративши тридцять п'ять років на початку своєї кар'єри. У 2005 році стала офіцером з освіти округу Сембабуле, обіймала цю посаду до 2010 року.
На загальних виборах в Уганді 2011 року обрана від імені Національного руху опору на місце жінки-депутата від Лвенго. У 2013 році, під час святкування двадцять п’ятої річниці весілля в міській раді Кіноні, район Рвампара, президент Йовері Мусевені відзначив її за «прихильність розвитку та боротьбу з бідністю у своєму виборчому окрузі».
На загальних виборах в Уганді в 2016 році вирішила піти у відставку з місця жінки-депутата, щоб вести кампанію за місце в парламенті від півдня округу Букото. Однак піддалася критиці за освітні документи під час виборчої кампанії, зокрема за розбіжність між датою закінчення навчання та датою народження. Зрештою, зазнала поразки від Муянджа Мбабаалі та не пройшла до парламенту.
Після багатьох років важкої хвороби потрапила до лікарні Нсамбія, де померла від раку 19 січня 2020 року. Пізніше похована у Кібенго, район Сембабуле 22 січня.
Проживала у Лвенго. Мала сестру Ірен Накабіра та була одружена з Еммануелем Лубегою.